# Медерас (комуна)
Медерас (рум. Mădăras) — комуна у повіті Біхор в Румунії. До складу комуни входять такі села (дані про населення за 2002 рік):
- Медерас (944 особи) — адміністративний центр комуни
- Мерцихаз (231 особа)
- Хоморог (831 особа)
- Яношда (1014 осіб)

Комуна розташована на відстані 434 км на північний захід від Бухареста, 32 км на південний захід від Ораді, 146 км на захід від Клуж-Напоки, 123 км на північ від Тімішоари.

## Населення
За даними перепису населення 2002 року у комуні проживали 3020 осіб.
Національний склад населення комуни:
| Національність | Кількість осіб | Відсоток |
| -------------- | -------------- | -------- |
| румуни         | 2645           | 87,6%    |
| словаки        | 226            | 7,5%     |
| угорці         | 87             | 2,9%     |
| цигани         | 60             | 2,0%     |
| українці       | 2              | 0,1%     |

Рідною мовою назвали:
| Мова      | Кількість осіб | Відсоток |
| --------- | -------------- | -------- |
| румунська | 2657           | 88,0%    |
| словацька | 222            | 7,4%     |
| угорська  | 81             | 2,7%     |
| циганська | 60             | 2,0%     |

Склад населення комуни за віросповіданням:
| Релігія        | Кількість осіб | Відсоток |
| -------------- | -------------- | -------- |
| православні    | 2610           | 86,4%    |
| римо-католики  | 264            | 8,7%     |
| баптисти       | 98             | 3,2%     |
| реформати      | 38             | 1,3%     |
| п'ятдесятники  | 6              | 0,2%     |
| греко-католики | 1              | < 0,1%   |